# Brain
Brain (розширена назва Brain: A Journal of Neurology) — це рецензований науковий журнал з неврології, заснований у 1878 році Джоном Чарльзом Бакніллом, Девідом Феррієром, Джеймсом Крайтон-Брауном і Джоном Хаглінгсом Джексоном.
Його публікує видавництво Oxford University Press.
Згідно з Journal Citation Reports, імпакт-фактор журналу на 2022 рік становить 18,5. Журнал регулярно входить в топ-10 журналів з неврології та топ-20 з нейронаук.

## Історія
В сучасний період історії журнал Brain редагували Джон Ньюсом-Девіс з 1997 по 2004 рік, Аластер Компстон (Кембриджський університет) до 2013 року та Дімітрі Куллманн (UCL) до 2021 року. Поточний головний редактор — Масуд Хусейн (Оксфордський університет).